# 希莉·哈斯特维特
希莉·哈斯特维特（英語：Siri Hustvedt，1955年2月19日—）挪威裔美国女作家，保羅·奧斯特的第二任妻子。

## 生平
1955年生于美国明尼苏达州的诺斯菲尔德。父母是挪威到美国的移民，她从小生活在挪威语和英语的双语环境中。父亲在当地的奥拉夫大学教授挪威语言文学，她也在这所大学读完了历史学本科。1978年搬到纽约，1986年在哥伦比亚大学获得英语文学博士学位。
1981年与保羅·奧斯特相识，同年结婚，1988年生下了女儿苏菲·奥斯特。
她的小说包括《一个美国人的悲哀》、《着迷的莉莉·达尔》、《眼罩》、《我所热爱的东西》和《没有男人的夏天》，后两部作品均为国际畅销书。

## 中文译本
- [美]希莉·哈斯特维特. . 由杨眉翻译. 人民文学出版社. 2016年10月. ISBN 9787020118366.

## 荣誉
- 2014年：挪威奥斯陆大学荣誉博士[4]
- 2016年：德国美因茨大学荣誉博士
- 2019年：阿斯图里亚斯女亲王奖文学奖[5]